# Psychocampa ventana
Psychocampa ventana is een vlinder uit de familie van de Mimallonidae. De wetenschappelijke naam van de soort is voor het eerst geldig gepubliceerd in 1897 door Dognin.